# گورستان گچسار ده برآفتاب
قبرستان گچسار ده برآفتاب مربوط به سده‌های میانه دوران‌های تاریخی پس از اسلام است و در شهرستان دنا، بخش مرکزی، دهستان دنا، روستای گچسار ده برآفتاب واقع شده و این اثر در تاریخ ۳ خرداد ۱۳۸۶ با شمارهٔ ثبت ۱۹۱۳۴ به‌عنوان یکی از آثار ملی ایران به ثبت رسیده است.